# Аргунов, Яков Иванович
Яков Иванович Аргунов (1784 — после 1830) — русский художник и педагог; младший брат Н. И. Аргунова.

## Биография

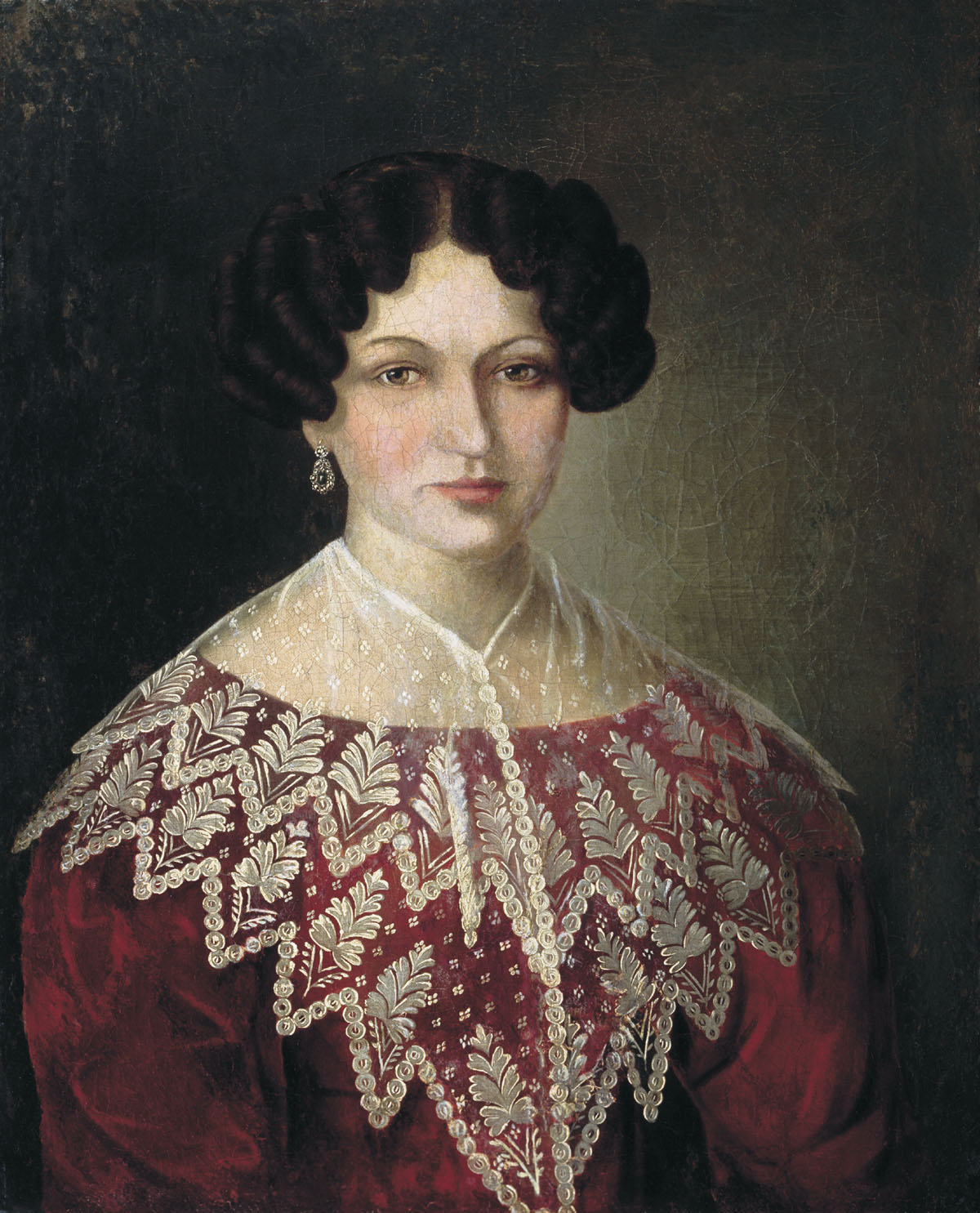
Портрет кисти Я. Аргунова

Яков Аргунов родился в 1784 году; младший сын крепостного художника Ивана Петровича Аргунова, который и стал его первым учителем. Трудолюбие юноши было замечено, и он получил от Санкт-Петербургской Академии художеств звание «назначенного» в академики.
В 1816 году, вместе с братьями, получил вольную от графа Д. Н. Шереметева, согласно воле его отца, изъявленной в завещании последнего.
Начиная со 2 января 1817 года Яков Иванович Аргунов работал учителем рисования в московском Якиманском уездном училище.
С 15 марта 1818 года Аргунов преподавал искусство рисования в Первой Московской гимназии.
Я. И. Аргунов рисовал портреты известных персоналий, преимущественно для московского издания Николая Николаевича Бантыша-Каменского «Деяния знаменитых полководцев и министров, служивших в царствование Государя Императора Петра Великого» (перу художника в нём принадлежат 22 портрета, на которых изображены ближайшие сподвижники Петра Великого: Ф. Н. Апраксин, Ф. Я. Лефорт, А. Д. Меньшиков и другие) и для «Истории Maлopoссии».
Точная дата смерти Якова Ивановича Аргунова неизвестна, известно лишь, что скончался он не ранее 1830 года.

## Избранные картины Якова Аргунова

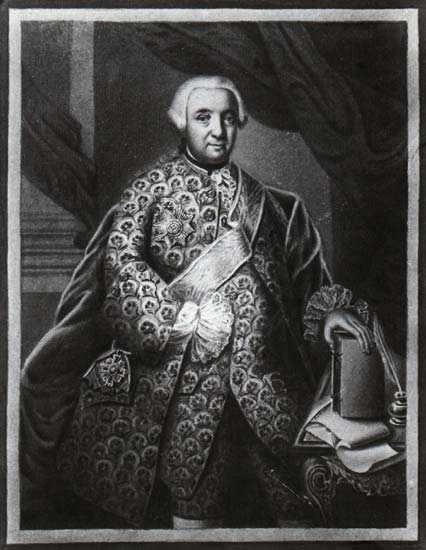
Евреинов Я. М.
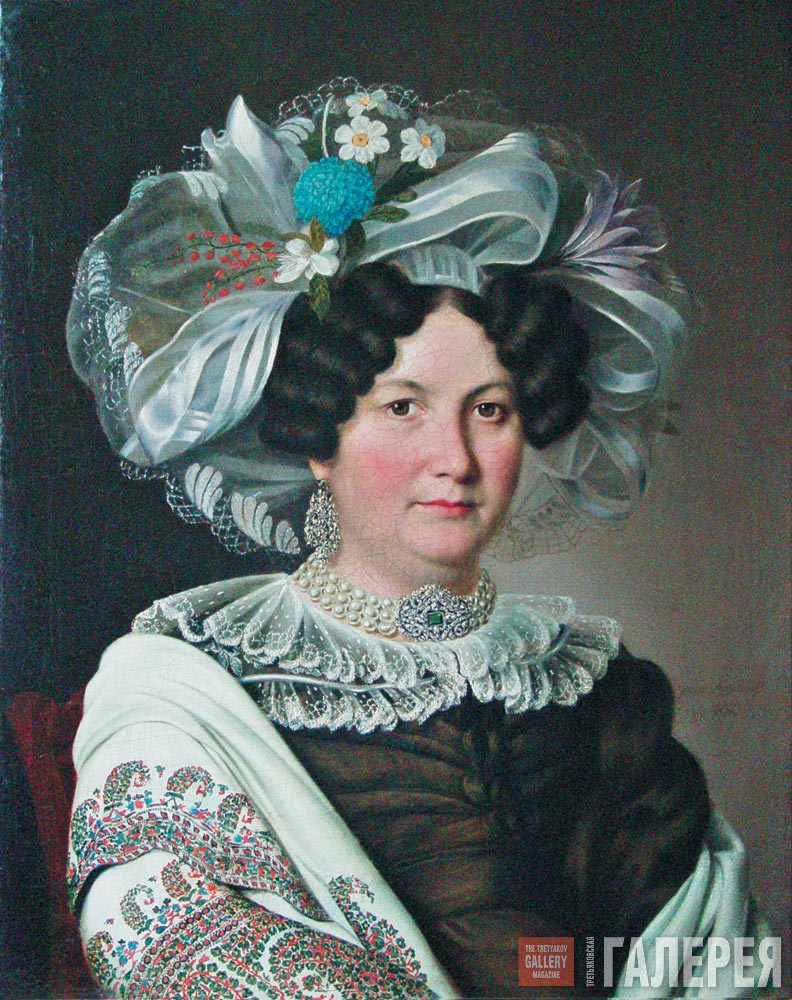
Портрет неизвестной
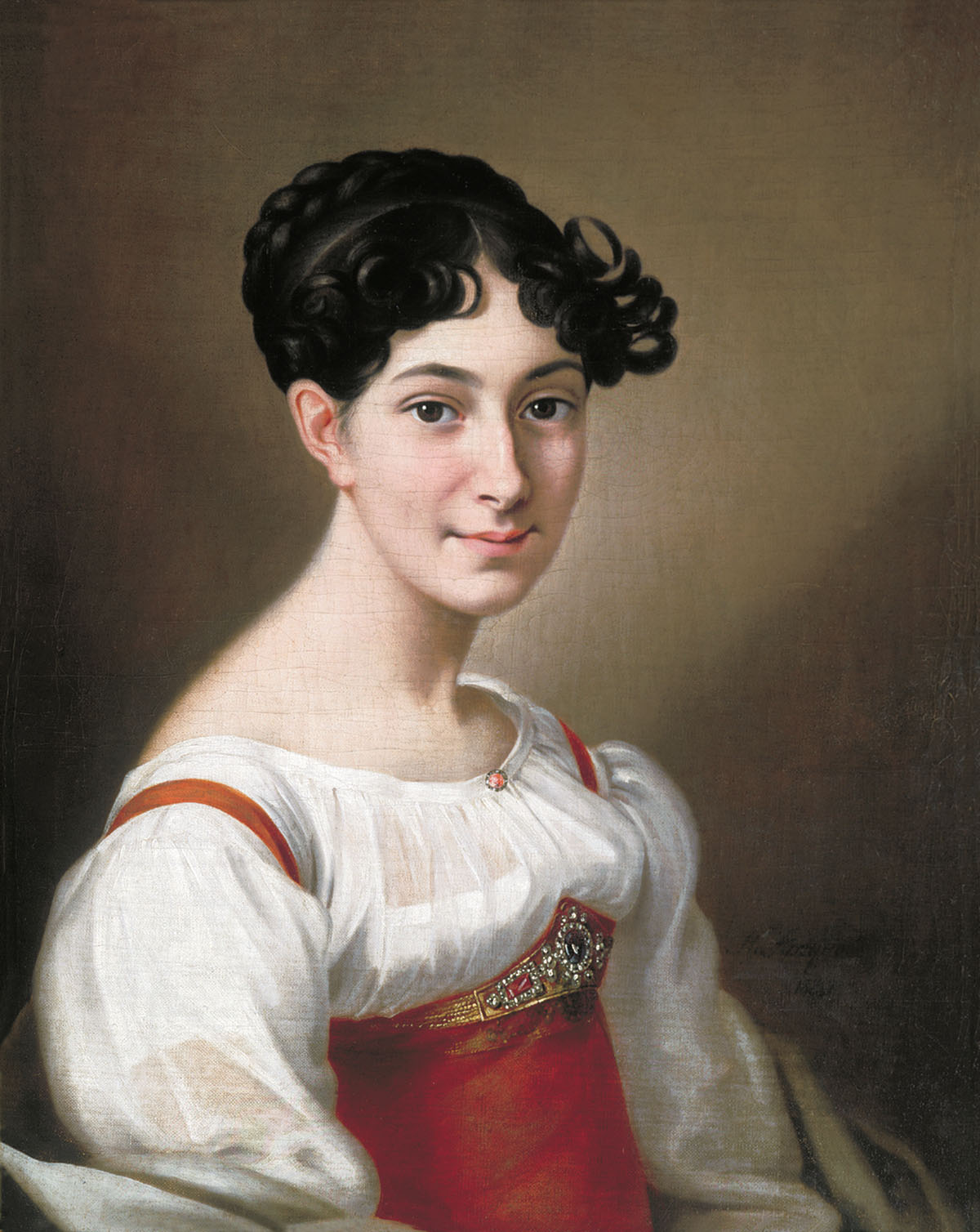
Елизавета Бантыш-Каменская
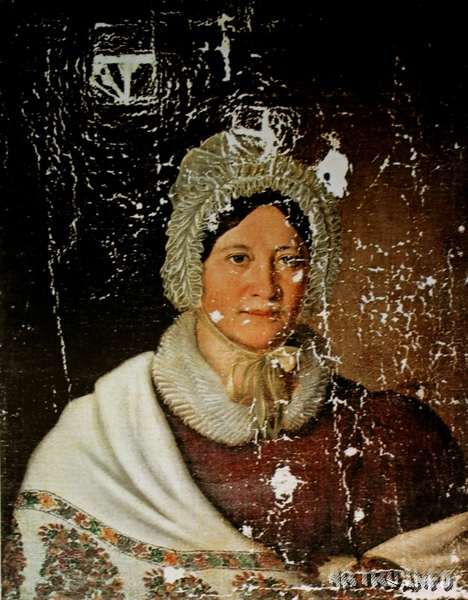
Портрет неизвестной
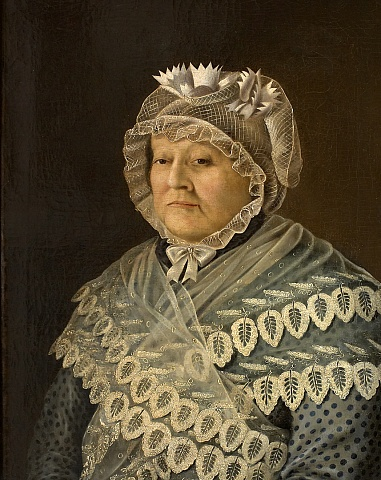
В. П. Разумовская